# Фотоплёнка (песня)
«Фотоплёнка» — песня белорусского поп- и хип-хоп-исполнителя Тимы Белорусских, выпущенная 17 апреля 2020 года в качестве сингла на лейбле Kaufman.

## Описание
Главная тема трека — отношения, окончание которых лирический герой переживает с трудом и «терзается» воспоминаниями, однако всё ещё считает своё решение верным и сообщает, что ему теперь хорошо без бывшей возлюбленной.

## История
4 апреля 2020 года Тима опубликовал в своём Instagram-аккаунте пост, в котором представил отрывок будущего сингла.
К выходу трека был приурочен конкурс, для участия в котором нужно было снять под «Фотоплёнку» «крутое mood-видео», далее опубликовать эту работу у себя в ленте Instagram, отметить аккаунт музыканта и указать хештэг #фотопленкатима.
10 июля 2020 года в Яндекс.Эфире состоялась эксклюзивная премьера музыкального видео, стилизованного под кадры потёртой фотоплёнки. В том же месяце видео было выпущено и на YouTube. Артём Кучников из ТНТ Music обратил внимание на то, что для съёмок клипа исполнитель использует пустые помещения, построенные в первые годы советской власти, для проявления снимков и пребывания в одиночестве. Также он написал, что несмотря на всё это, видеоработа на сингл не получилась «чересчур угрюмой» из-за «грамотного» использования света и «интересных» монтажных приёмов.
В ноябре 2020 года Тима Белорусских исполнил песню на сольном концерте в серии «Live в кайф».

## Отзывы
Владислав Шеин, журналист веб-сайта музыкального канала ТНТ Music, обратил внимание на тот факт, что музыкант начал экспериментировать с аранжировками и в песне «Фотоплёнка» использовал «ломаный» бит в духе классического драм-н-бейса, сохранив при этом свою «фирменную» подачу и «прежний вайб». Руслан Тихонов, ещё один обозреватель того же портала, включил композицию в список «релизов месяца» и заметил, что с этим треком Тима «запрыгивает на высокие позиции чартов», «прогрессируя» в саунд-продакшене благодаря «экспериментам с драм-н-бейсом». Корреспондент интернет-издания 34mag объявил, что «интриги не получилось» из-за того, что песня «опять звучит как кандидат в топ-10 всех чартов».

## Чарты
| Чарт (2020)            | Высшая позиция |
| ---------------------- | -------------- |
| Россия (ВКонтакте)     | 5              |
| Россия (Яндекс.Музыка) | 6              |
| Россия (Apple Music)   | 10             |